# Église Saint-Samson de Bobital
Pour les articles homonymes, voir Église Saint-Samson.
L'église Saint-Samson est une église catholique située à Bobital, dans le département français des Côtes-d'Armor.

## Histoire

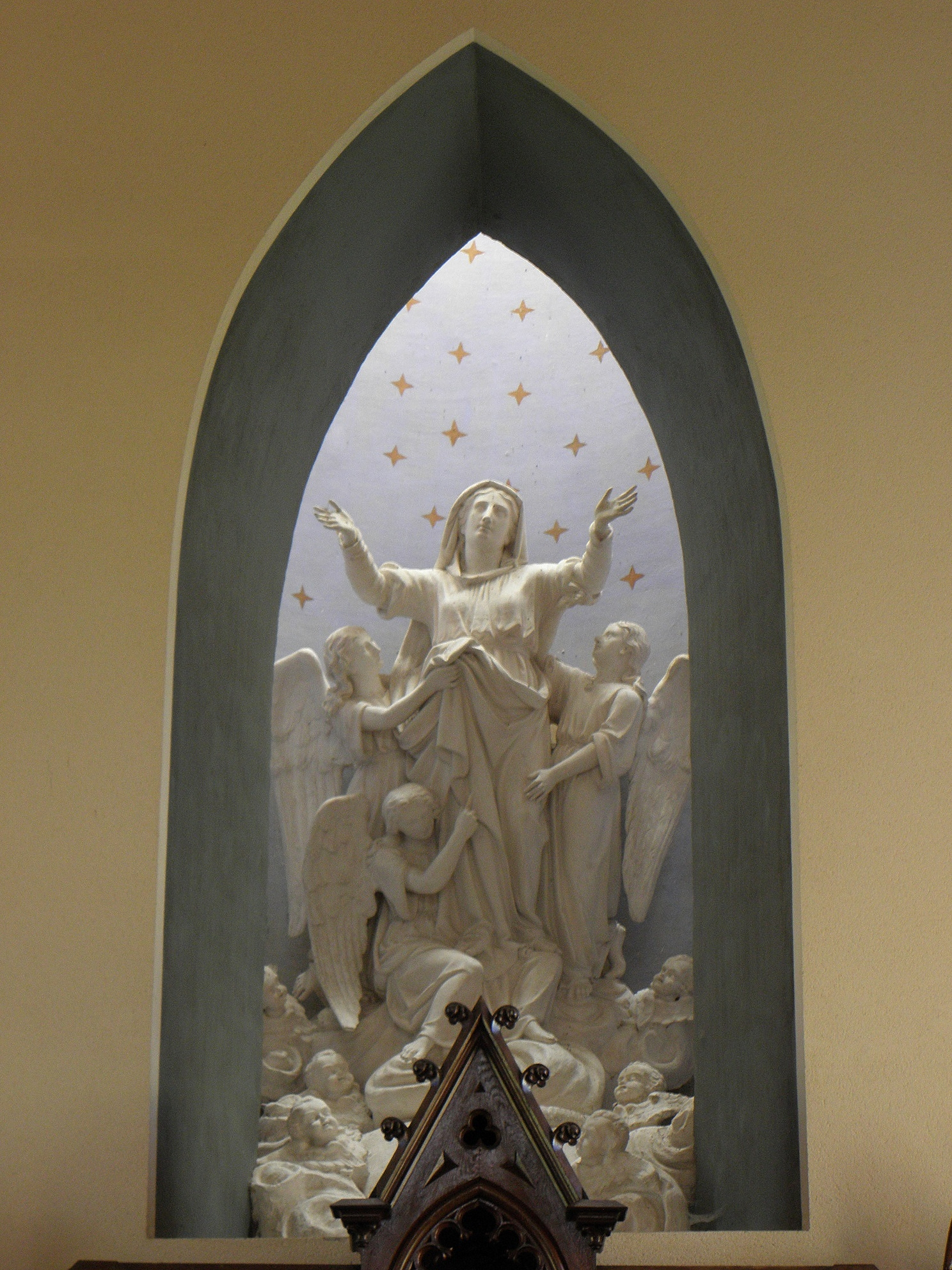
La Sainte-Vierge.

Elle a été édifiée entre 1857 et 1862 dans un champ a proximité de la mairie.  L'église datant du XIVe – XVe siècle était à l'emplacement de la place du bourg entourée du  cimetière (voir vieux cadastre). Ses vitraux ont fait l'objet en 2015-2016 d'un projet de restauration par la Fondation du Patrimoine,.

## Description

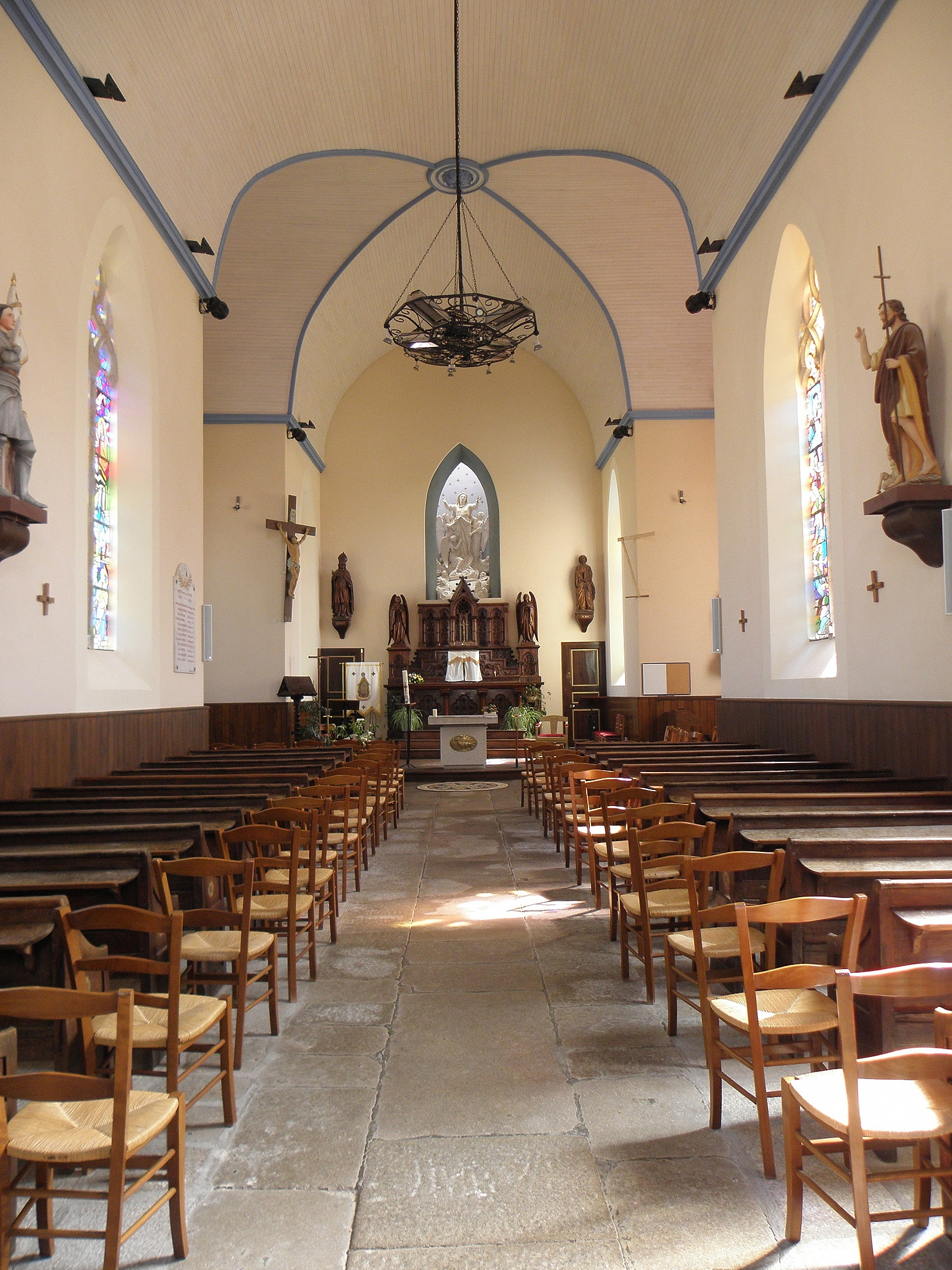
Église Saint-Samson.